# Un grand cri d'amour
Pour plus de détails, voir Fiche technique et Distribution.
Un grand cri d'amour est un film français réalisé par Josiane Balasko et sorti en 1998.

## Synopsis
Alors qu'une pièce de théâtre risque de tomber à l'eau à la suite de l'absence imprévue d'une actrice, Sylvestre (Daniel Ceccaldi) doit immédiatement lui trouver une remplaçante.
Il tente de convaincre Hugo Martial (Richard Berry), l'acteur demeurant à l'appel et homme colérique, de jouer avec Gigi Ortega (Josiane Balasko) qui est son ex-femme, une grande alcoolique pour le moins prétentieuse. Le metteur en scène Léon (Daniel Prévost) se retrouve tout à coup seul face à deux personnes avec lesquelles les répétitions vont vite devenir un enfer, pendant que Sylvestre met au point une série de combines plus horribles les unes que les autres afin de pouvoir assurer la promotion de sa pièce sur un coup médiatique...

## Fiche technique
- Titre original : Un grand cri d'amour
- Réalisation : Josiane Balasko
- Scénario : Josiane Balasko
- Musique : Catherine Ringer
- Photographie : Gérard de Battista
- Montage : Claudine Merlin
- Production : Claude Berri
- Pays d'origine :  France
- Langue originale : français
- Genre : comédie
- Durée : 90 minutes
- Budget : 6,6 millions d'euros
- Date de sortie : 7 janvier 1998

## Distribution
- Richard Berry : Hugo Martial
- Josiane Balasko : Gigi Ortega
- Daniel Ceccaldi : Sylvestre
- Daniel Prévost : Léon Lefranc
- Claude Berri : Maillard
- Philippe Bruneau : René
- Jean Sarrus : Jacky, le technicien
- Michel Field : Le présentateur TV
- Jean-Claude Bouillon : Jean-Pierre, le journaliste
- Jean-Michel Tinivelli : Jean-Paul, le second technicien
- Nadia Barentin : Bernadette
- Nicolas Silberg : le médecin
- Stéphane Butet : le photographe
- Fabienne Barbey : Fabienne
- Virginie Bombasaro : l'assistante
- Christine Culerier : la secrétaire
- Aida Daghari : ouvreuse
- Jacques Delaporte : le chauffeur de taxi
- Nicolas Di Tullio : le barman
- Valeria Dos Santos : ouvreuse
- Françoise Gazio : ouvreuse
- Lilianne Mazaud : Betty
- Michel Perret : le contrôleur du théâtre
- Yvette Petit
- Sandra Proes : la fan
- Hélène Raimbault : l'habilleuse
- Abdel Soufi

## Accueil

### Accueil critique
Lors de la sortie du film, il n'y aura pas d'enthousiasme de la critique cinématographique, et au mieux, il sera évalué comme très moyen. Le film passera inaperçu.  

### Box-office
- France : 455 642 entrées